# Cudesch da Psalms
Der Cudesch da Psalms ist das 1562 erstmals erschienene Gesangbuch von Durich Chiampell (deutsch: Ulrich Campell). Es ist das erste Gesangbuch in rätoromanischer Sprache überhaupt.

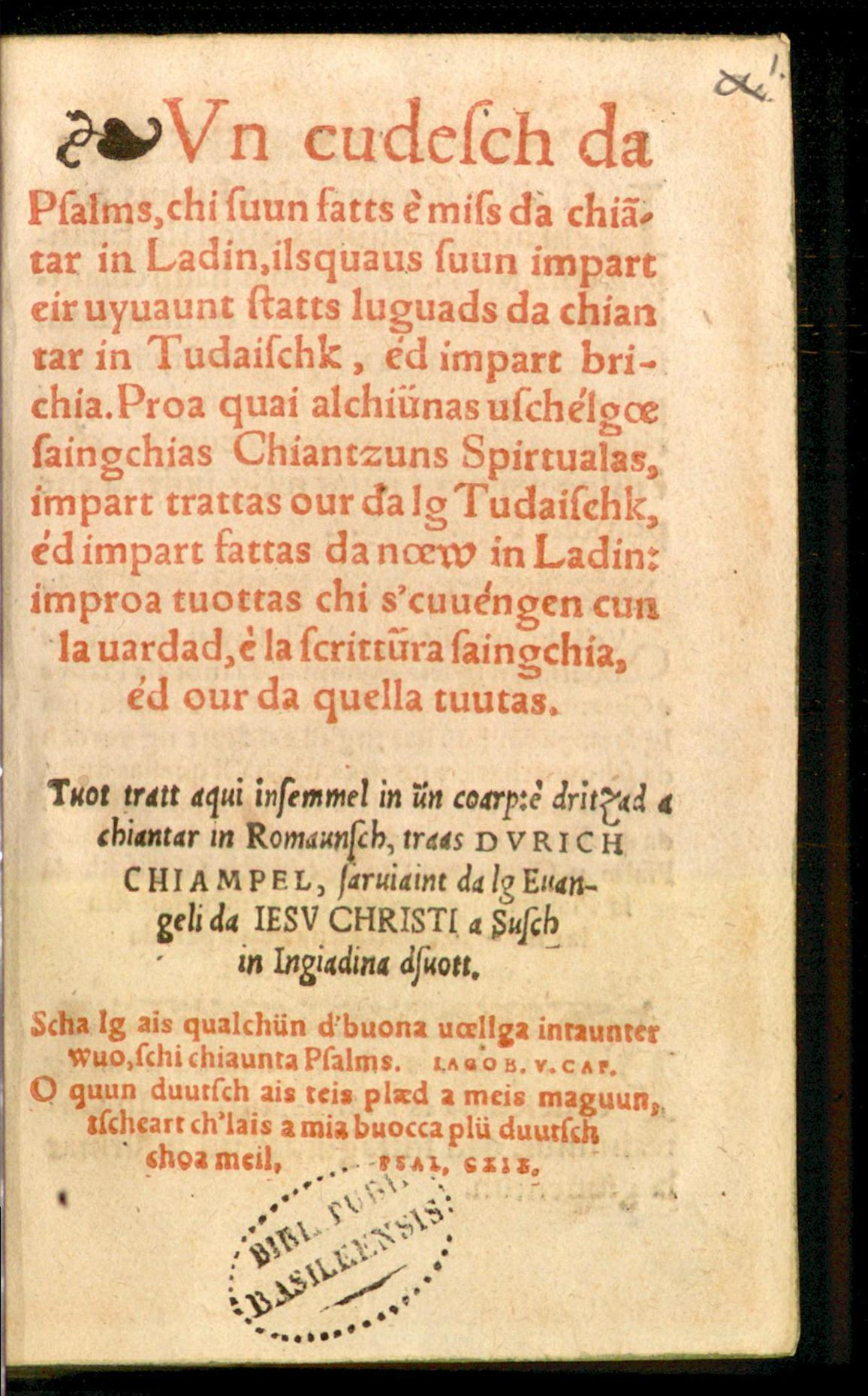
Cudesch da Psalms, Chiampel, 1562 – Titelbild

## Kultureller und historischer Hintergrund
Die Reformation hat den Kirchengesang entscheidend gefördert. Gemäss Luthers Verständnis des «Priestertums aller Gläubigen» ist der Gesang die angemessene Form des gemeinsamen Lobens, Bekennens und Verkündigens. Luther löste eine enorme Liederproduktion aus. Der Erfolg der Reformation ist (nebst theologischen und politischen Aspekten) auch dem aufkommenden religiösen Volksgesang zuzuschreiben. Das gilt auch fürs Engadin. Ab 1522 kam die Reformation in Zürich unter Zwingli ins Rollen. Zu diesem Zeitpunkt gab es in Romanischbünden noch keine romanische Schriftsprache und damit auch keine Druckerzeugnisse in Romanisch. Eine zentrale Grundlage der Reformation – Bibelstudium und Predigt in der Muttersprache – fehlte zu Beginn der Reformation im Engadin. Die Anfänge des rätoromanischen Kirchengesangs reichen bis in die Zeit zurück, als die ersten Orte im Engadin den reformierten Glauben annahmen (Lavin und Guarda GR im Jahr 1529). Chaspar Chiampell, der Vater von Durich Chiampell, hat schon 1530 verschiedene Lieder in romanischer Sprache geschrieben, und der Engadiner Reformator Philipp Gallicius übersetzte 1537 den 130. Psalm (Aus tiefer Not schrei ich zu Dir) in der Version Luthers ins Romanische. Der Osterhymnus Christ ist erstanden wurde bereits im Hochmittelalter auf Deutsch gesungen. Er war eine Art Freiheitsgesang des Volkes geworden. Chiampell hat in seinem Cudesch da Psalms je eine romanische Fassung von Chasper Chiampell und Philipp Gallizius aufgenommen, was den wohl ältesten rätoromanischen Kirchengesang überhaupt bezeugen dürfte.

## «Cudesch da Psalms» von 1562
Durich Chiampell (deutsch: Ulrich Campell), der Begründer der rätischen Geschichtsschreibung und der Schriftsprache Vallader, des unterengadinischen romanischen Idioms, wirkte von 1556 bis 1570 als Pfarrer in Susch im Engadin. Dort veröffentlichte er 1562 unter dem Titel Vn cudesch da Psalms, chi suun fatts è miss da chiantar in Ladin (deutsch: «Ein Psalmenbuch, auf Ladinisch herausgegeben und zum Singen eingerichtet»). Dieser Cudesch da Psalms (cudesch: romanisch für «Buch») ist das erste gedruckte Gesangbuch Romanischbündens (und das zweite Buch in romanischer Sprache überhaupt) mit Psalmen und geistlichen Gesängen. In seinem Vorwort weist Chiampell darauf hin, dass viele Leute aus dem Unterengadin, denen die Mittel für die (Aus-)Bildung fehlten, sich ein gedrucktes Werk in ihrer Sprache wünschten, die ihnen lieber («plüm amm») sei und mit der sie leichter lesen und schreiben lernen konnten. Philipp Gallicius, der erste Reformator des Engadins und Schwager von Chiampell, hob den Cudesch da Psalms in einer Vorrede zum Werk in den Rang einer Pionierleistung für die Sprache und den neuen Glauben.
Chiampell übernahm für den Aufbau des Cudesch da Psalms fast wortgetreu die Einteilung des weit verbreiteten Konstanzer Nüw Gesangbüchleins (Ausgabe von 1540) in der Unterengadiner Volkssprache Vallader. Chiampell ergänzte das Nüw Gesangbüchlein mit Teilen des offiziellen Kirchengesangbuches der Schweiz (Auflage von 1536/1537), strich Doubletten und erhielt so eine eigenständige Zusammenstellung. Die Anzahl der Psalmen (95) entspricht dabei der Anzahl der geistlichen Lieder (95), was als Kompromiss zwischen den verschiedenen Ideen der Reformatoren im Hinblick auf den Kirchengesang angesehen werden kann. Diese Annahme wird durch die Nennung zweier Bibelzitate (aus dem Alten und dem Neuen Testament) im Titelblatt bestätigt.
Der Cudesch da Psalms beginnt mit Psalmen. Zu jedem Psalmentext ist ein Hinweis auf die musikalische Quelle gegeben. Vor dem eigentlichen Psalmentext liefert Chiampell zum besseren Verständnis eine Zusammenfassung des Psalmeninhalts. In seinem Vorwort bestimmt Chiampell sein Buch nicht nur zum erbaulichen Lesen, sondern ebenso zum Singen. Der zweite Teil des Cudesch da Psalms enthält Lobgesänge und geistliche Lieder (Chiantzuns spiritualas), die vor oder nach der Predigt und auch ausserhalb der Kirche gesungen wurden. Die Texte der geistlichen Gesänge stammen von Durich Chiampells Vater Chaspar Campell und von Philipp Gallicius. Ergänzend finden sich in den geistlichen Gesängen auch bekannte weltliche Volkslieder. Schliesslich findet sich im Cudesch da Psalms auch das von Chiampell übersetzte Gedicht von Ambrosius Blarer A la Christianaisa giuentüd (deutsch: «der christlichen Jugend»).
Die erste Auflage des 508-seitigen Cudesch da Psalms wurde 1562 bei der Druckerei Kündig in Basel produziert – wegen technischer Probleme in der Druckerei noch ohne Noten, aber mit Verweisen, nach welchem deutschen Lied zu singen sei. Das Werk wurde rasch beliebt und bekannt, und es gab den Reformatoren im Engadin die Möglichkeit – noch vor Schaffhausen (1569), Basel (1581) und Zürich (1598) –, volkssprachliche Kirchenlieder im Sinne der reformatorischen Liturgie einzuführen und das weltliche Volkslied zu verdrängen. Mit dem Cudesch da Psalms erhielt das Engadin schneller als jede Deutschschweizer Kirche ein respektables, umfangreiches Gesangbuch.[1] Die weite Verbreitung des Cudesch da Psalms zeigt sich auch in den beiden Neuauflagen von 1606. Einerseits druckte Janus (Iani) Excertier in Basel ein unautorisierte Auflage von 2000 Exemplaren, was zu einem – in der Geschichte wohl erstmaligen – Urheberprozess führte. Im gleichen Jahr entstand in Lindau (Bodensee) durch Andri Peer aus Scuol eine offizielle Neuauflage mit dem neuen Titel Psalterium Rhaeticum. Auch dieses Werk wurde wiederum ohne Noten gedruckt.
Mit dem Cudesch da Psalms begründete Chiampell eine literarische und – trotz fehlenden Noten – auch eine musikalische Tradition. Bis zur Publikation des romanischen Engadiner Kirchgesangbuchs Il Coral im Jahre 1977 musste sich das Engadin mit Hinweisen auf die entsprechende Melodie begnügen.

## Lieder des «Cudesch da Psalms» im «Il Coral»
Einige der im Cudesch da Psalms erschienenen Lieder und Texte finden sich im rätoromanischen Kirchengesangbuch Il Coral (1977) des Engadins und des Münstertals wieder.
- Nr.  43: Bab nos dal reginam dals tschêls (Vater unser im Himmelreich). Melodie: Martin Luther (auf Basis einer älteren Melodie)
- Nr.  48: Segner, tegna tü il char! (Herr, nun selbst den Wagen halt). Melodie: Huldrych Zwingli. Satz: Otto Barblan
- Nr. 141: Quist dies bain fich allegrus per tuotas creatüras (Der Tag der ist so freudenreich). Melodie: 14. Jahrhundert und Wittenberg 1529
- Nr. 143: Tuots leidamaing da cour chantain e cun algrezcha Dieu lodain. Melodie: Johann Schop (1642) und Johann Crüger (1653)
- Nr. 167: Crist es resüstà da tuot seis marttuori greiv (Christ ist erstanden). Melodie: 12./13. Jahrhundert, Passau und Wittenberg 1529